# 青梅警察署
青梅警察署（おうめけいさつしょ）は、警視庁が管轄する警察署の一つである。第九方面本部に所属する。
山岳救助隊が配備されている。署員数およそ250名、署長は警視。識別章所属表示はVA。

## 所在地
- 東京都青梅市野上町四丁目6番地の3

## 管轄区域
- 青梅市
- 西多摩郡奥多摩町

## 沿革
- 1893年（明治26年）4月 - 多摩地域の神奈川県から東京府（現：東京都）への移管に伴い、神奈川県青梅警察署が警視庁青梅警察署となる。
- 1948年（昭和23年）3月7日 - 国家地方警察および自治体警察発足により、青梅地区警察署、青梅町警察署および氷川町警察署設置。
- 1954年（昭和29年）7月1日 - 青梅地区警察署、青梅町警察署および氷川町警察署が統合され、警視庁青梅警察署設置。
- 1959年（昭和34年）7月 - 山岳救助隊発足。
- 1971年（昭和46年）11月 - 鉄筋4階建ての旧庁舎竣工。
- 1993年（平成5年）12月 - 婦人警察官による山岳救助支援隊、通称ブルーエンジェルスが編成。
- 2013年（平成25年）2月 - 鉄筋地下2階地上4階建ての現庁舎竣工。

## 組織
- 警務課
- 交通課
- 警備課
- 地域課
- 刑事組織犯罪対策課
- 生活安全課

## 交番

### 青梅市
- 東青梅駅前交番（青梅市東青梅一丁目9番地の1）
- 新町交番（青梅市新町二丁目20番地の8）
- 青梅駅前交番（青梅市本町192番地）
- 河辺駅前交番（青梅市河辺町五丁目29番地の1）

### 奥多摩町
- 奥多摩交番（西多摩郡奥多摩町氷川195番地3）

### 過去に存在した交番
- 森下交番（青梅市森下町）：2006年1月青梅駅前交番に統合
- 住江町交番（青梅市西分町二丁目）：2006年1月東青梅駅前交番に統合

## 駐在所

### 青梅市
- 日向和田駐在所（青梅市日向和田二丁目420番地）
- 千ケ瀬駐在所（青梅市千ケ瀬五丁目650番地）
- 上長淵駐在所（青梅市長淵七丁目299番地の11）
- 下長渕駐在所（青梅市長淵四丁目184番地の10）
- 友田駐在所（青梅市友田町二丁目753番地の3）
- 河辺駐在所（青梅市河辺町二丁目965番地の1）
- 大門駐在所（青梅市大門一丁目492番地の2）
- 今寺駐在所（青梅市今寺三丁目416番地）
- 今井駐在所（青梅市今井二丁目906番地の1）
- 黒沢駐在所（青梅市黒沢二丁目783番地の2）
- 小曽木駐在所（青梅市小曾木一丁目3295番地の2）
- 西成木駐在所（青梅市成木五丁目1426番地の1）
- 東成木駐在所（青梅市成木三丁目298番地）
- 畑中駐在所（青梅市畑中三丁目953番地の1）
- 梅郷駐在所（青梅市梅郷六丁目1238番地の2）
- 二俣尾駐在所（青梅市二俣尾四丁目1085番地）
- 沢井駐在所（青梅市沢井二丁目720番地）
- 御岳駐在所（青梅市御岳本町167番地3）

### 奥多摩町
- 海沢駐在所（西多摩郡奥多摩町海沢811番地9）
- 日原駐在所（西多摩郡奥多摩町日原721番地）
- 栃久保駐在所（西多摩郡奥多摩町氷川1801番地）
- 境駐在所（西多摩郡奥多摩町境12番地4）
- 川井駐在所（西多摩郡奥多摩町川井160番地3）
- 古里駐在所（西多摩郡奥多摩町小丹波109番地4）
- 鳩の巣駐在所（西多摩郡奥多摩町棚澤379番地の3）
- 原駐在所（西多摩郡奥多摩町原62番地の4）
- 川野駐在所（西多摩郡奥多摩町留浦1210番地）
- 小河内駐在所（西多摩郡奥多摩町原5番地）

## 主な事件
- 日原街道脇崖下女性殺人事件 - 未解決[1]
- 青梅市連続障害者暴行・恐喝事件